# Volvelle

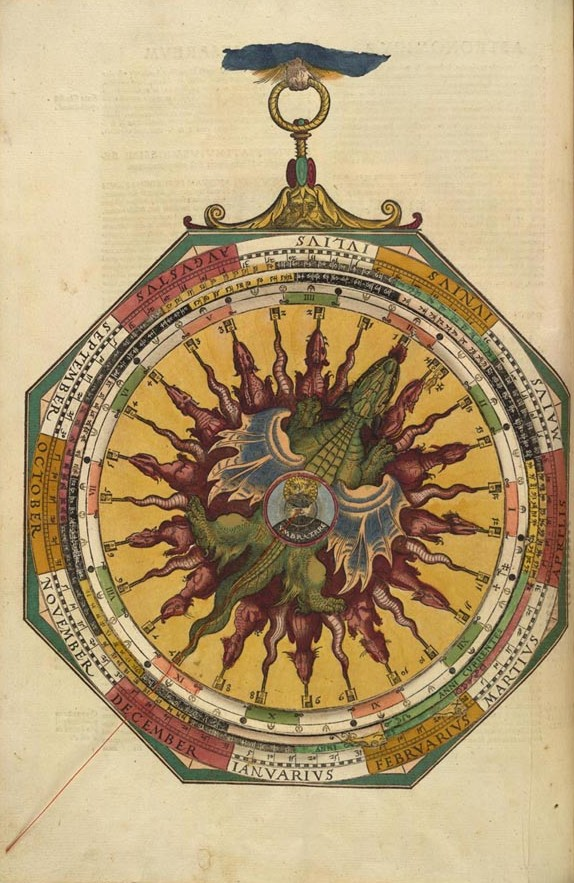
Una rueda del en una página del Astronomicum Caesareum de Petrus Apianus, 1540, aparentemente relacionado con la Luna. Los "dragones rojos" señalan 26 divisiones de diversa medida, y el periodo orbital lunar es de unos 27,3 días.

Una volvelle o rueda es un tipo de construcción de papel con piezas móviles. Se considera una de las formas más primitivas de computación analógica. Las volvelles o ruedas se pensaron como una herramienta de interpretación de datos de diversa índole, si bien los primeros modelos se encuentran en antiguos libros de astronomía. También son comunes en tratados medievales árabes de medicina," y en las obras del astrónomo persa Abu Rayhan Biruni, quien fue uno de los primeros promotores del desarrollo de la volvelle.
En el siglo XX, la volvelle tuvo muchos y muy variados usos. La escritora Jessica Heland escribió lo siguiente acerca de las volvelles o ruedas:

El siglo XX asistió a un firme crecimiento del diseño, la elaboración y la producción de una nueva generación de volvelles independientes y autónomas. En general, no sólo representan una gran variedad de usos, sino que además prueban una enorme diversidad de conceptos estilísticos, compositivos, mecánicos, informativos y cinéticos. Aparecen volvelles que distribuyen la información periféricamente, centrífuga y radialmente; volvelles que se componen de múltiples círculos concéntricos con flechas; y volvelles que se benifician de un uso más refinado del troquelado, una marca característica de las artes gráficas modernas. Los volvelles del siglo XX -a veces denominados "ruedas"- ofrecen cualquier posibilidad de uso, desde el control de inventario al uso del color, la conversión de medidas o la conjugación de verbos.

El uso más reciente de este sistema está atestiguado por su asimilación en la cultura popular: la banda de rock Led Zeppelin utilizó una de estas ruedas en el diseño de su álbum Led Zeppelin III (1970).

## Volvelle de Venus
El ejemplo más antiguo de volvelle simple es el pentagrama de tiempos de Hammurabi, que se ha convertido con el tiempo en el símbolo de la brujería. En realidad representa el trayecto de Venus en el firmamento durante ocho años y en su rotación describe un círculo completo que viene a durar de entre 1199 a 1215 años (1200 x 365 días o 5 x 243 años). Pero, considerando que la rotación media de Venus es de unos 583,92 días, las órbitas sinoidales de esos 1200 años (750x584 días) requieren una corrección de 60 días, o 30 días menos cada 600 años. Esta diferencia es significativa cuando el Gran Año que ocurre una vez cada 600 años se considera oriental; el calendario oriental incluye un ciclo de 60 días. Sin embargo, se considera que el calendario (ciclo) de 600 años corresponde a Júpiter al equipararlo con un calendario de 12 años.